# Selenia ismalida
Selenia ismalida là một loài bướm đêm trong họ Geometridae.